# De aliquibus mutationibus in normis
De aliquibus mutationibus in normis de electione Romani Pontificis (в превод от латински: За някои промени в нормите за избиране на римския папа) е апостолическо писмо motu proprio на папа Бенедикт XVI, от 11 юни 2007 г., с което се изменят част от постановленията на апостолическата конституция Universi Dominici Gregis, приета от папа Йоан Павел II от 1996 г., като се възстановяват традиционните норми за мнозинството, необходимо за избиране на папа – две трети от гласовете на кардиналите, независимо от броя на балотажите.
Съгласно параграфи 72, 73, 74 и 75 от Universi Dominici Gregis след провеждане на неуспешни 33 или 34 балотажа, в зависимост от това дали е проведено следобедно гласуване през първия ден на конклава, Колегията на кардиналите може да измени правилата за избор; в този случай изборите продължават като папата се избира с обикновено мнозинство от кардиналите, включително и когато се гласува само за двамата кандидати, получили дотогава най-много гласове.
Папа Бенедикт ХVI изменя тези постановления, като в случай на неуспешни избори след 33 или 34 гласувания се предвижда ден на молитва, размисъл и диалог. В следващото гласуване кардиналите гласуват само за тези двама кандидати, които в предишното гласуване са получили най-голям брой гласове. При това гласуване, както и при последващи такива, за валиден избор също се изисква квалифицирано мнозинство – 2/3 от гласовете на присъстващите кардинали, като двамата кардинали-кандидати нямат право да гласуват.